# Masúria

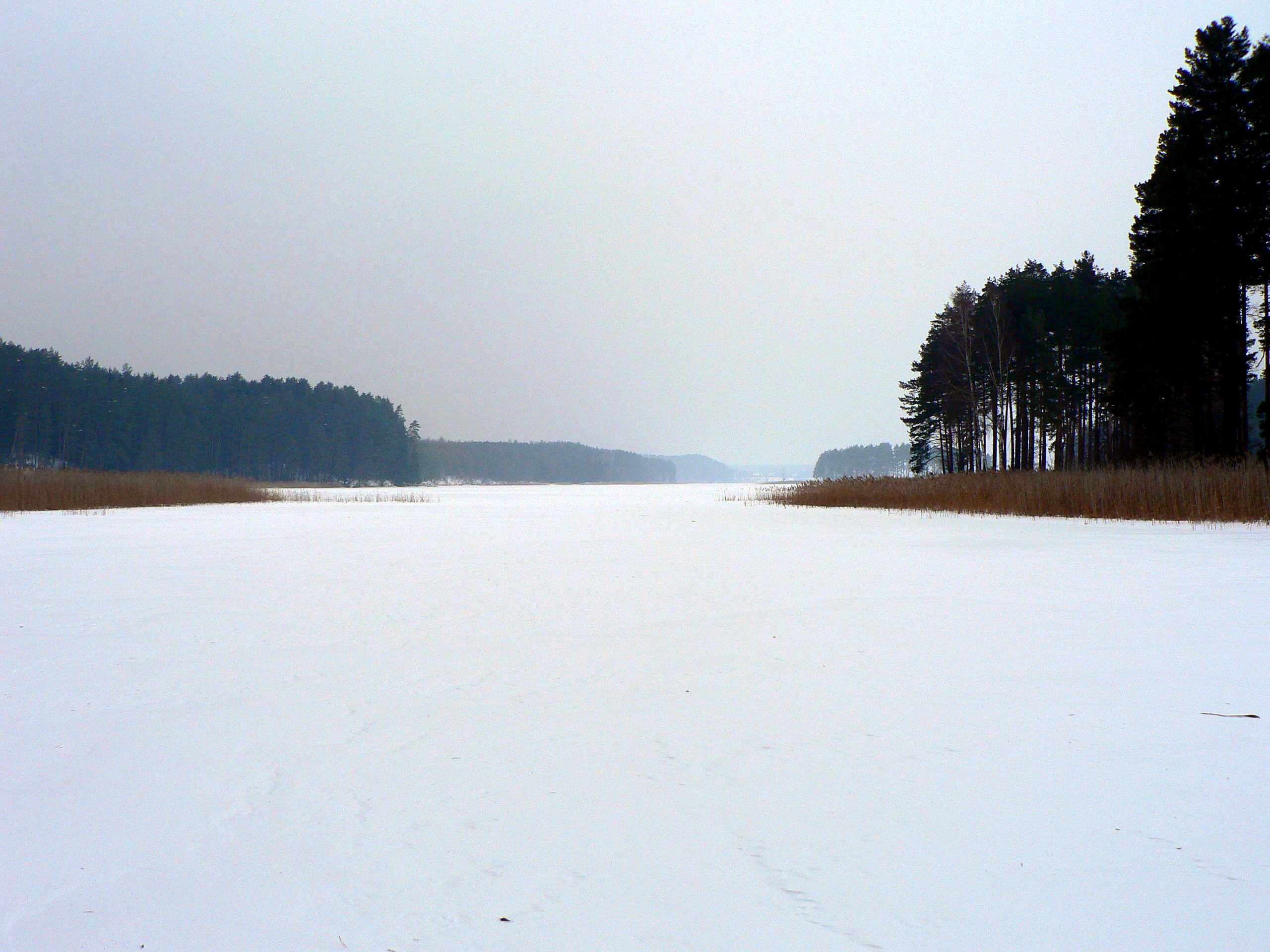
Un llac glaçat de Masúria.

Masúria (en polonès: Mazury; en alemany: Masurenland) és una antiga regió del sud de la Prússia Oriental (actualment Polònia), poblada principalment per eslaus masovis del segle xii ençà, tot i que fou incorporada a Alemanya i només passà a formar part de Polònia després de la Segona Guerra Mundial.

## Història
Abans del segle xii gran part del seu territori, aleshores molt boscós i ple d'aiguamolls, era poblat pels bàltics prussians, i en menor mesura, per algunes tribus eslaves antecessores dels polonesos.
Després del segle xii els senyors feudals alemanys, sobretot els de l'Orde Teutònic, hi fundaren castells a l'extrem sud del territori dels prussians bàltics que després s'anomenà Masúria, ja que els mateixos conqueridors alemanys van atraure pobladors rurals polonesos procedents de la Masòvia per repoblar els territoris que havien estat despoblats durant la Croada Bàltica al sud de la Prússia Oriental, una característica dels masurians és que després de la Reforma Protestant aquesta població, a diferència de la majoria dels altres polonesos que es mantingueren catòlics, acceptà en general el luteranisme, i això va facilitar la germanització ideològica. Això no obstant, els masurians mantingueren llur dialecte del polonès fins a la primera meitat del segle xx.
Durant la Primera Guerra Mundial la zona de Masúria fou un teatre bèl·lic important, ja que les forces de l'Imperi Rus foren derrotades a la batalla de Tannenberg (1914) pels exèrcits alemanys. El 1918, després de la fi de la guerra, l'aleshores restablert estat polonès reclamà gran part de Masúria per motius ètnics basats en gran part en l'idioma. Després dels arbitratges, laudes i referèndums en què Polònia proposava la integració al seu estat dels territoris més coneguts des del segle xii pels noms alemanys d'Allestein (en polonès Olsztyn) i de Marienwerder (en polonès Kwidzyn), gairebé tot Masúria, especialment el centre, sud i est. Els territoris masurians es mantingueren sota el poder alemany tret de la petita zona extrema del sud anomenada pels alemanys Sudau, que passà a ser part del nou estat polonès.
S'explica l'èxit dels alemanys en els plebiscits de la regió masuriana entre el 1918 i el 1920 per la luteranització dels polonesos masurians i perquè a començaments del segle xx, en vistes a la Primera Guerra Mundial, les autoritats alemanyes tingueren una estratègia de cooptació cap als masurians a causa de la zona estratègica del territori que els masurians habitaven. Després de la Segona Guerra Mundial es va establir l'actual frontera polonesa, per això tot Masúria passà a ser part de l'actual Polònia.

## Ciutats principals
- Ełk
- Iława
- Giżycko
- Gołdap
- Kętrzyn
- Morąg
- Mrągowo
- Mikołajki
- Nidzica
- Olecko
- Ostróda
- Orzysz
- Pisz
- Szczytno
- Węgorzewo